# Міжгірна рівнина
Міжгі́рна рівни́на (рос. межгорная равнина, англ. intermontane plain; нім. Intermontanebene f) — рівнина, розташована в міжгірній депресії, звичайно акумулятивна (пролювіальна, алювіальна, озерна). 
Приклад — рівнина Ферганської котловини.